# Sint-Odulphuskerk (Booienhoven)

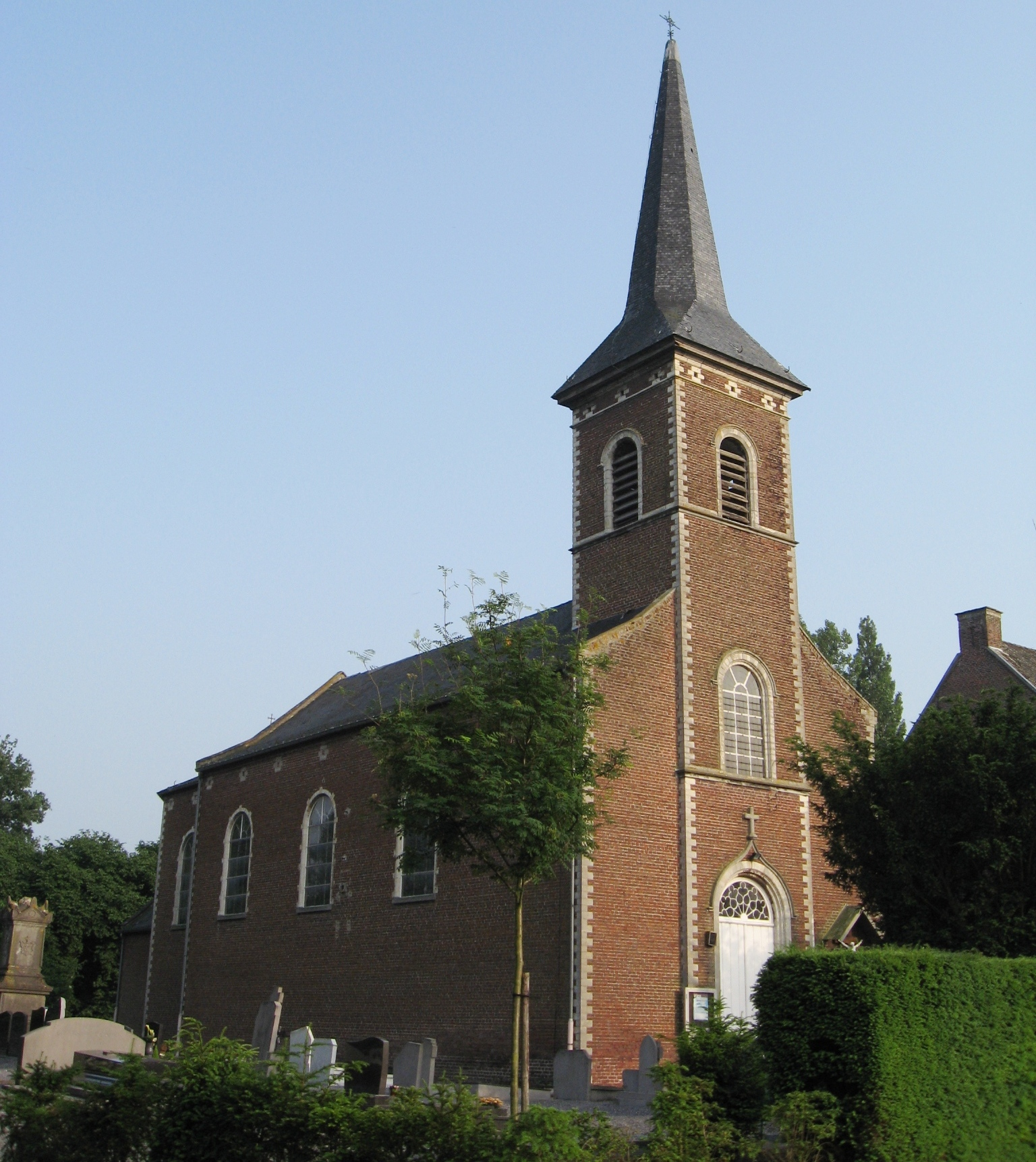
Sint-Odulphuskerk

De Sint-Odulphuskerk is de parochiekerk van de tot de Vlaams-Brabantse gemeente Zoutleeuw behorende plaats Booienhoven, gelegen aan de Bronstraat.

## Geschiedenis
In 1235 was er al sprake van een aan Sint-Odulphus gewijde kapel, waarvan het patronaatsrecht toebehoorde aan het Sint-Odulphuskapittel te Borgloon. Vanaf 1365 werd de kapel bediend door de monniken van de Priorij van Scholierendal te Zoutleeuw. De kapel lag aan de oude weg van Zoutleeuw naar Sint-Truiden. In 1840 werd de kapel gesloopt en vervangen door een neoclassicistisch kerkgebouw dat in 1846 in gebruik werd genomen. Toen de weg werd rechtgetrokken kwam de kerk enigszins excentrisch te liggen.

## Gebouw
Het betreft een bakstenen kerkgebouw met ingebouwde toren. Er zijn zandstenen sierelementen. De kerk is omringd door een kerkhof waarop zich nog enkele 17e- en 18e-eeuwse grafkruisen bevinden.

## Interieur
Van belang is het orgel dat uit de eerste helft van de 18e eeuw stamt. Het is afkomstig van de Abdij Mariënlof te Kerniel. Het kleine orgel is uitgevoerd in rococostijl.